# Comté de Cass (Illinois)
Pour les articles homonymes, voir Comté de Cass.
Le comté de Cass est un comté situé dans l'État de l'Illinois, aux États-Unis. En 2010, sa population est de 13 695 habitants. Son siège est Virginia.

## Démographie

Pyramide d'âge du comté de Cass (en 2000).

Lors du recensement de 2010, le comté comptait une population de 13 642 habitants. Elle est estimée, en 2016, à 12 676 habitants.